# Хаотическая теория инфляции
Хаотическая теория инфляции — сценарий развития Вселенной для инфляционной модели Вселенной. Теория предлагает простой способ описания инфляции Вселенной с помощью осциллирующего скалярного поля. При некоторых предположениях появляется возможность существования в Мультивселенной вселенных с различными элементарными частицами и законами их взаимодействия.

## Описание теории
Сценарий хаотической инфляции впервые описан в работе А. Линде 1983 года. До этого в инфляционной теории использовались сценарии c различной сложностью, однако сценарий хаотической инфляции оказался очень простым по сравнению с предыдущими. Для него не требовалось ни термодинамическое равновесие, ни сверхохлаждение, ни расширение в состоянии ложного вакуума.
Для объяснения хаотической теории инфляции рассматривают скалярное поле с квадратичной плотностью потенциальной энергии:
{\displaystyle V(\phi )={m^{2} \over 2}\phi ^{2}}
Функция энергии имеет минимум при {\displaystyle \phi =0}, вблизи которого можно ожидать осцилляции скалярного поля. Однако это верно только для нерасширяющейся Вселенной. Для быстро расширяющейся Вселенной скалярное поле медленно уменьшается («скатывается вниз»), при этом чем быстрее расширяется Вселенная, тем медленнее уменьшение потенциальной энергии поля.
Для описания эволюции данного поля используются два уравнения — уравнение поля и уравнение Эйнштейна:
{\displaystyle {\ddot {\phi }}+3H{\dot {\phi }}=-m^{2}\phi }
{\displaystyle H^{2}+{\frac {k}{a^{2}}}={\frac {8\pi }{3M_{p}^{2}}}\left({{\frac {1}{2}}{\dot {\phi }}+V\left(\phi \right)}\right)}
где {\displaystyle H={\dot {a}}/a} — постоянная Хаббла для Вселенной с масштабным фактором {\displaystyle a(t)} (размер Вселенной), {\displaystyle k=-1,0,1} соответственно для открытой, плоской и закрытой моделей, {\displaystyle M_{p}} — планковская масса, {\displaystyle M_{p}^{-2}=G}, где {\displaystyle G} — гравитационная постоянная. Первое уравнение напоминает уравнение движения гармонического осцилятора, где вместо x(t) используется {\displaystyle \phi (t)}, а {\displaystyle 3H{\dot {\phi }}} описывает вязкость окружающей среды для осциллятора.
В качестве начальных условий предполагается большое значение скалярного поля {\displaystyle \phi }, в результате чего на начальной стадии (до {\displaystyle 10^{-35}} секунд) размер Вселенной {\displaystyle a(t)} растёт экспоненциально. Как только, из-за роста размера Вселенной, скалярное поле {\displaystyle \phi } становится достаточно малым, инфляция заканчивается и поле начинает осциллировать возле минимума {\displaystyle V(\phi )}. Далее теория предполагает, что как и для любого быстро осцилирующего классического поля, оно начнёт терять энергию за счёт рождения пар частиц. Эти частицы, в результате взаимодействия между собой, придут в термодинамическое равновесие, и начиная с этого момента часть описывается стандартной теорией горячей вселенной.
Главным отличием новой теории является быстрая скорость роста размеров инфляционной Вселенной — за {\displaystyle 10^{-35}} секунды от планковской длины до огромных размеров {\displaystyle 10^{10^{12}}} см. Хотя размеры зависят от используемой модели, однако во всех реалистичных из них размер Вселенной оказывается намного больше размеров наблюдаемой Вселенной.
Если рассмотреть Вселенную с большим количеством областей со скалярным полем {\displaystyle \phi }, распределённым случайным образом, то в некоторых областях поле будет слишком малым для начала инфляции, в других же — достаточно большим. Именно из последних областей из первоначального хаоса будут формироваться области вселенных, при этом размеры областей будут значительно превышать размер наблюдаемой Вселенной. Именно поэтому автор назвал данную теорию теорией хаотической инфляции.
Важным для рассмотрения является вариант, когда скалярное поле имеет более сложный вид, из-за чего возможно существование нескольких минимумов. Тогда если из этих различных минимумов образуются области стабильности из первоначального хаоса, массы элементарных частиц и законы взаимодействий в них также будут различны.